# NSU-Fiat

Logo von NSU-Fiat

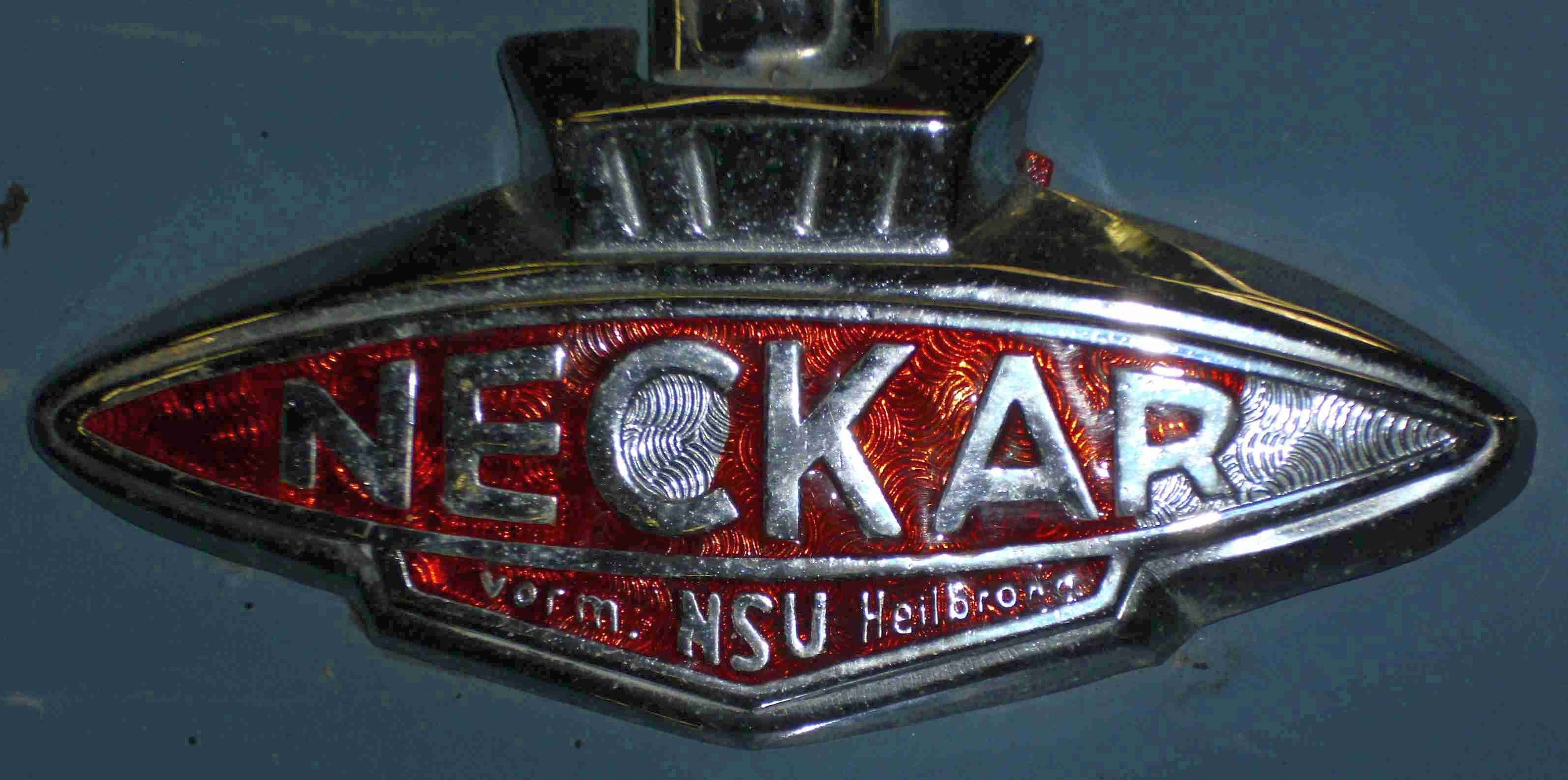
Emblem von Neckar

NSU-Fiat war eine Vertriebs- und Lizenzproduktionsgesellschaft für Fiat-Automobile in Deutschland.

## Beschreibung
Die Vereinigten Fahrzeugwerke AG Neckarsulm, die durch die erzwungene Übernahme der Schebera Automobilwerke AG in Berlin in wirtschaftliche Schwierigkeiten gekommen waren, wurden vom italienischen Fiat-Konzern und der Dresdner Bank gestützt. Im Sommer 1929 gründete man die NSU Automobil AG mit einem Aktienwert von 2,0 Mio. RM, die von NSU das neue Heilbronner Werk und einige NSU-7/34-PS-Wagen übernahm. Davon unabhängig existierte NSU in Neckarsulm weiter, was später zu Namenskonflikten führte (siehe unten).
Dieses NSU-Modell wurde noch bis 1931 weitergebaut. Zusätzlich versuchte man, den Fiat 522 als NSU herauszubringen, was jedoch nicht zu den erhofften Ergebnissen führte.
1934 wurde erstmals ein NSU-Fiat 1000 aus eigener Produktion herausgebracht, der eine Lizenzversion des italienischen Fiat 508 Balilla war. Wie das italienische Original erhielt der Wagen 1938 auch einen 1100-cm³-Motor. 1936 kam der NSU-Fiat 1500 und 1937 der NSU-Fiat 500, ebenfalls italienische Lizenzprodukte, dazu. Nebenbei wurden auch Fiat-Wagen aus italienischer Produktion in Deutschland vertrieben. 1941 stellte die Gesellschaft kriegsbedingt ihre Aktivitäten ein.
Nach dem Zweiten Weltkrieg bot man wieder Lizenzfertigungen italienischer Fiat-Modelle an, und zwar folgende:
- NSU-Fiat 500 C (= Fiat 500 Topolino C) 1951–1955, 9.064 Stück
- NSU/Fiat Weinsberg 500 (Coupé und Limousette auf Basis des Fiat Nuova 500) 1959–1963, 6.228 Stück
- NSU-Fiat Jagst 600/770 (= Fiat 600) 1956–1969, 171.355 Stück
- NSU-Fiat 850 Adria (= Fiat 850) 1965–1967, 6.619 Stück
- NSU-Fiat Neckar / Europa (= Fiat 1100-103) 1953–1968, 159.731 Stück
- NSU-Fiat 1400 (= Fiat 1400) 1953–1954, 1.400 Stück
- NSU-Fiat 1900 (= Fiat 1900) s. Fiat 1400
- Fiat 124 1967–1972, 18.979 Stück
- Fiat 125 1968–1972, 13.033 Stück
- Fiat 128 1970–1973, 27.088 Stück

1958 begann NSU in Neckarsulm mit der Produktion des NSU Prinz. Damit gab es auf dem deutschen Markt zwei Autos von verschiedenen Herstellern mit dem gleichen Markenzeichen. Nach einem Rechtsstreit zwischen FIAT und NSU kam es im Oktober 1959 zu einer gütlichen Einigung. Zum 1. Januar 1960 nannte sich die NSU Automobil AG nun Neckar Automobilwerke AG Heilbronn, vorm. NSU Automobil AG. Zum 1. September 1966 wurde dann auf den Markennamen NSU ganz verzichtet. 1968 verschwand auch der Name Neckar.
1973 stellte die Gesellschaft die Automobilproduktion endgültig ein. Insgesamt wurden hier von 1929 bis 1973 412.085 Fahrzeuge montiert. Die deutsche Vertriebsgesellschaft von Fiat hatte bis 2006 in Heilbronn ihren Sitz und ist weiterhin dort mit zentralen Funktionen präsent, u. a. mit der FIAT Bank (derzeit FCA Bank), obwohl der Geschäftssitz Ende 2007 nach Frankfurt verlegt wurde.

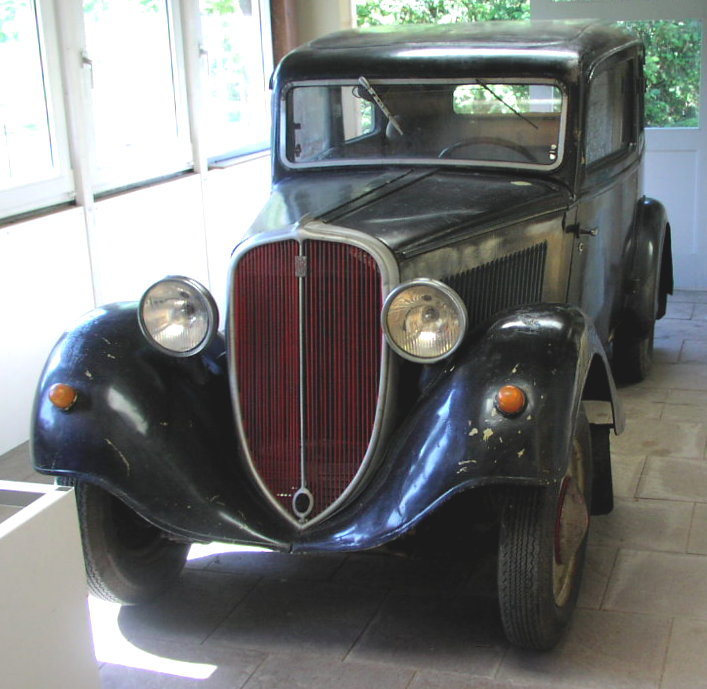
NSU-Fiat 1000 von 1934
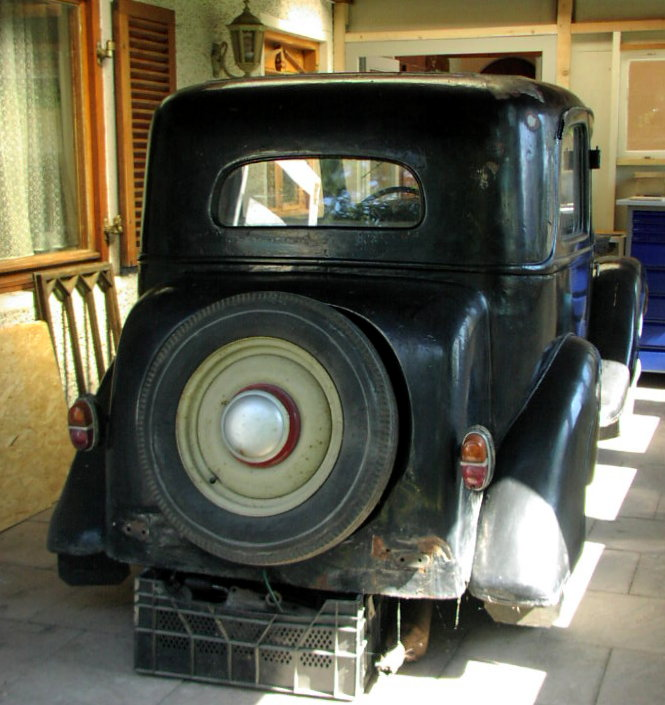
NSU-Fiat 1000 (1934)
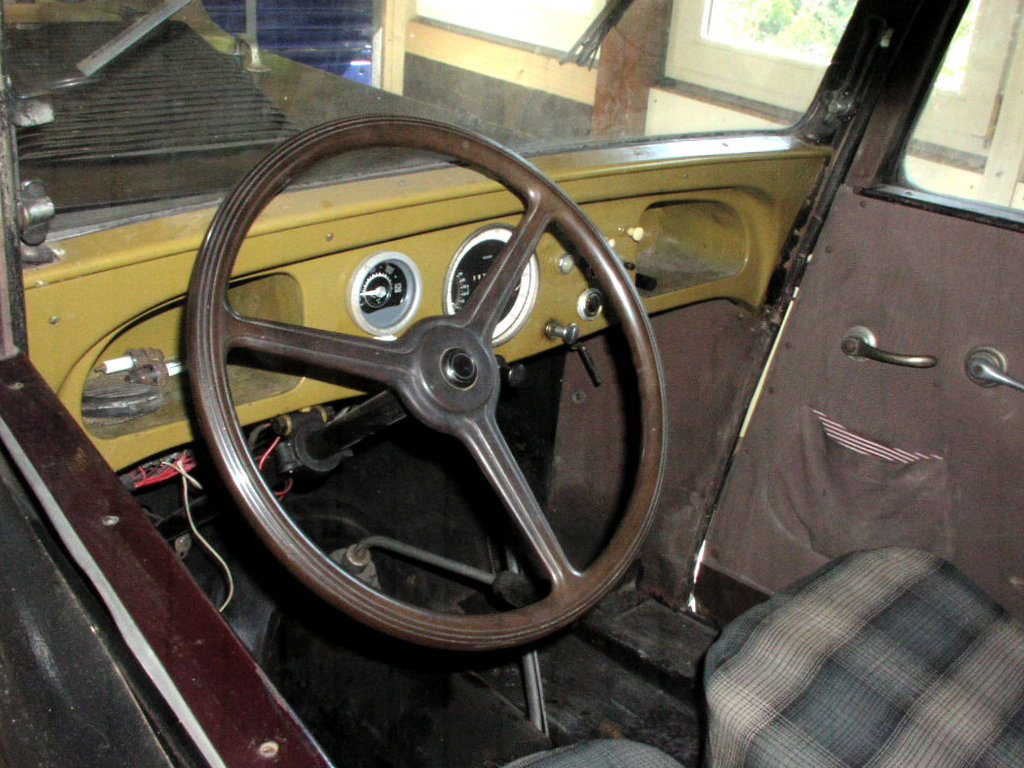
NSU-Fiat 1000 (1934) Armaturentafel
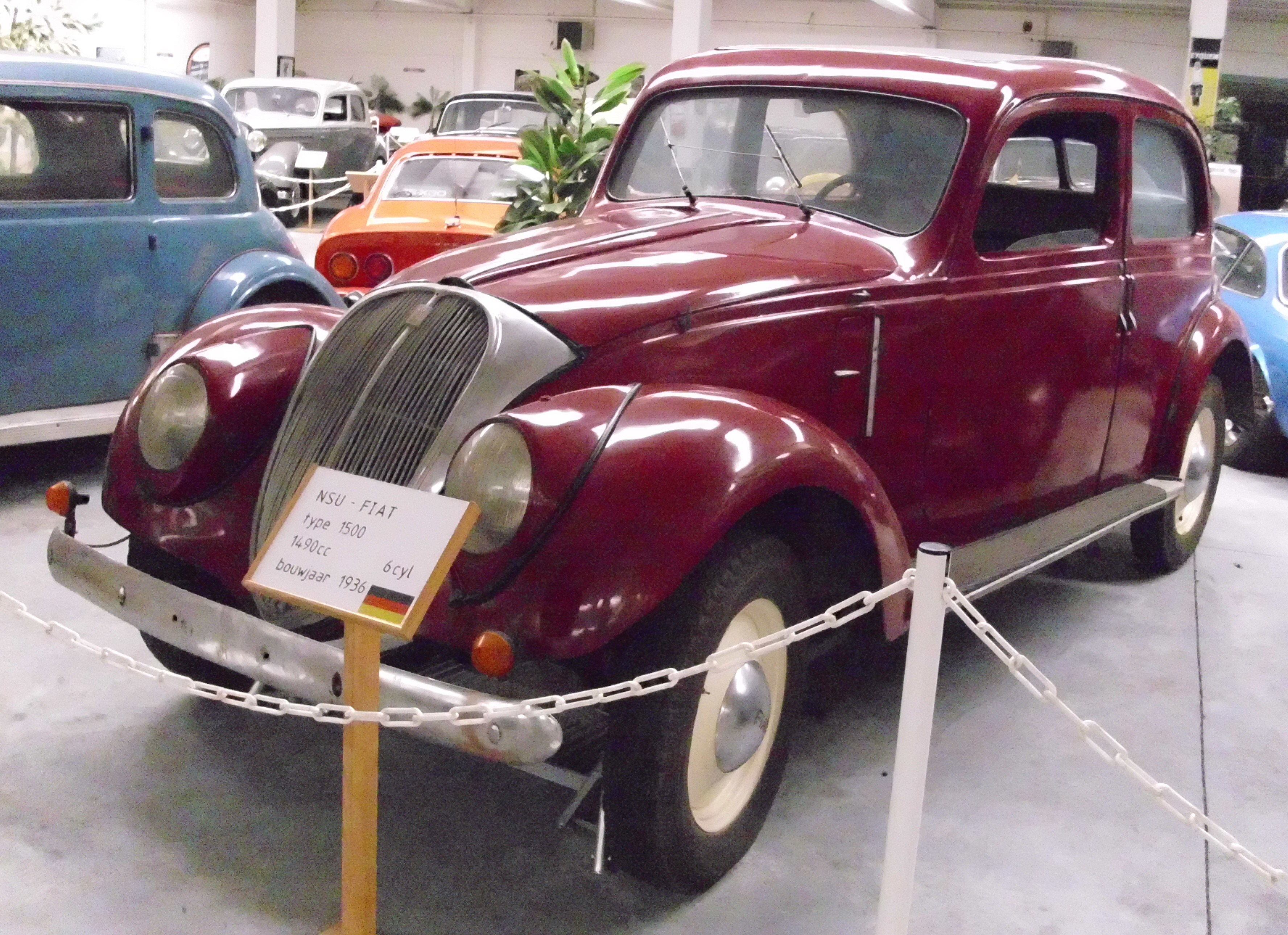
NSU-Fiat 1500 von 1936
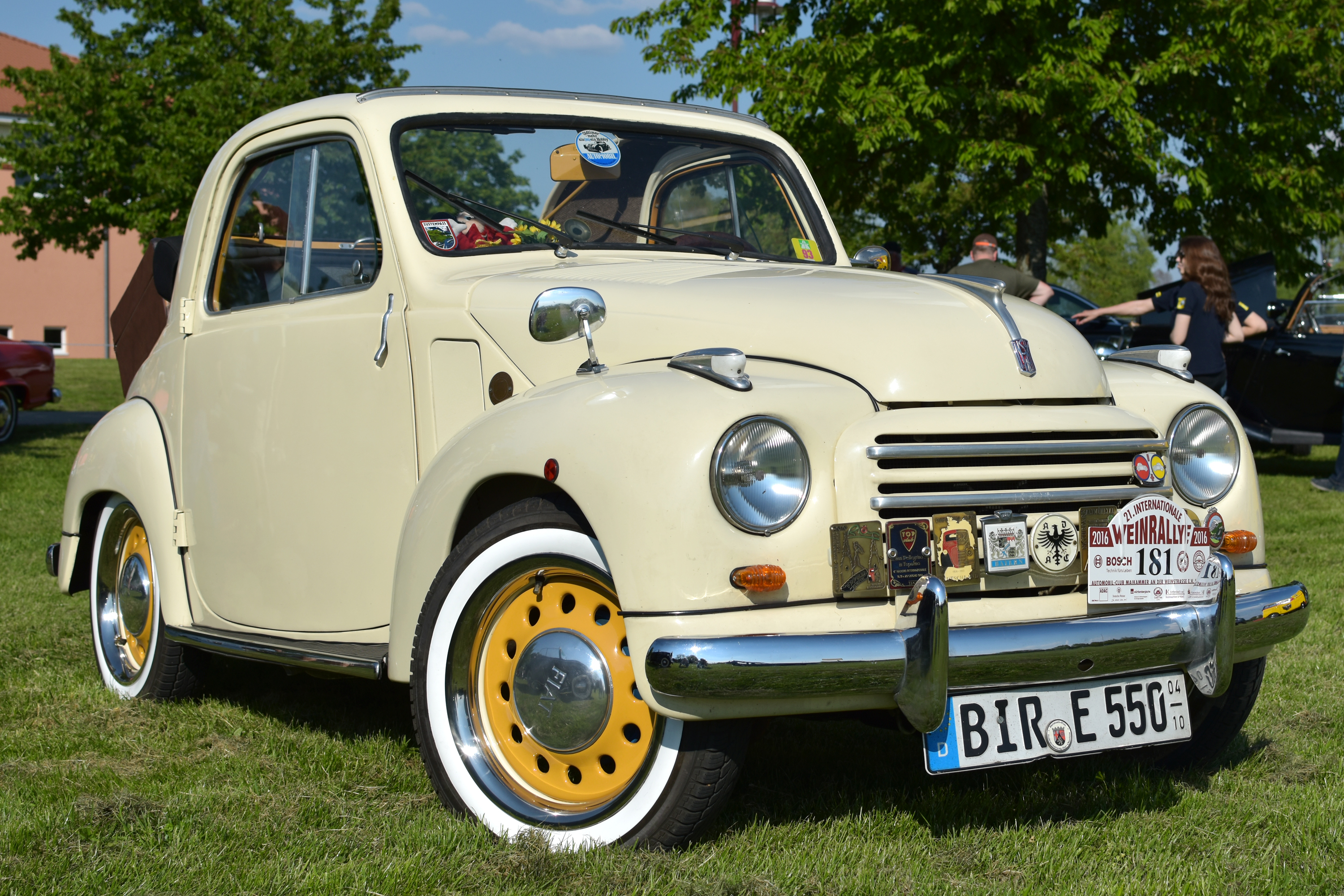
NSU-Fiat 500C von 1952
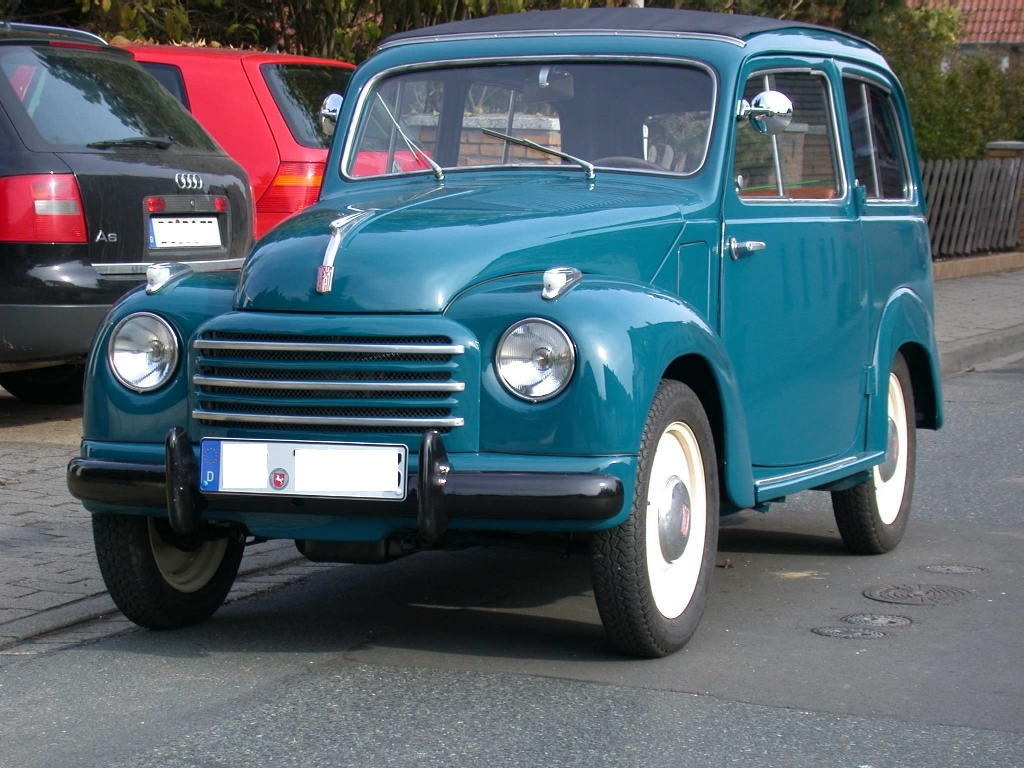
NSU-Fiat 500C von 1953
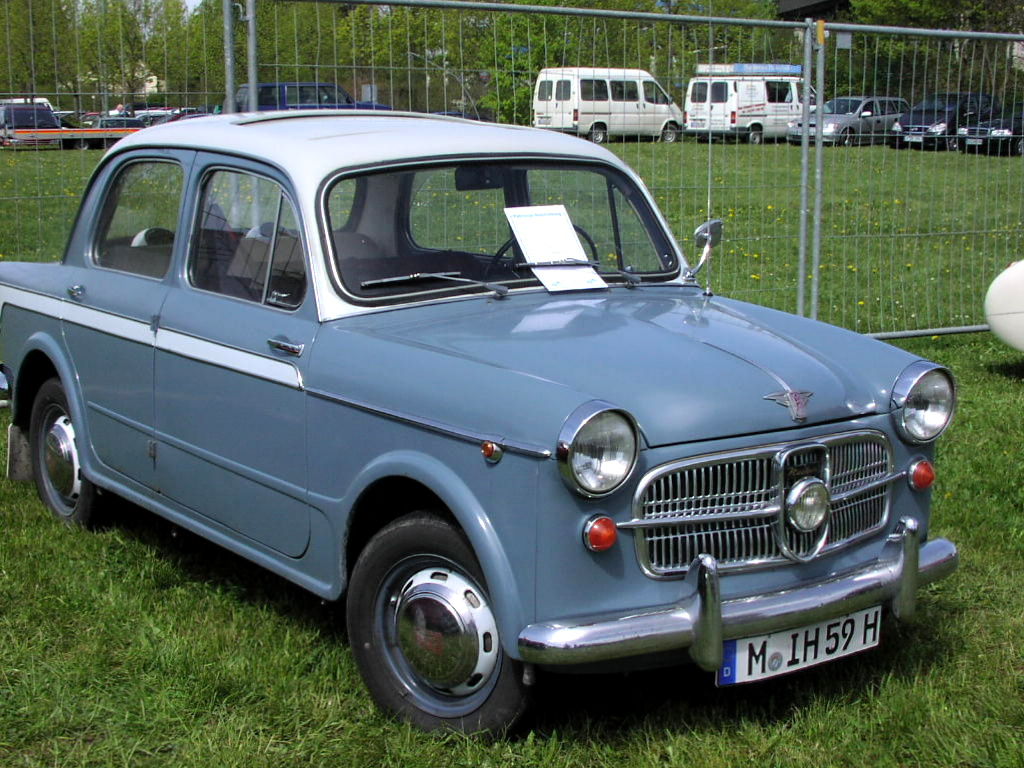
NSU/Fiat Neckar 1100-103 H von 1959

## Neuzulassungen von NSU/Fiat-Pkw im Deutschen Reich von 1933 bis 1938
| Jahr | Zulassungszahlen |
| ---- | ---------------- |
| 1933 | 946              |
| 1934 | 2068             |
| 1935 | 3711             |
| 1936 | 5272             |
| 1937 | 5645             |
| 1938 | 7377             |

Quelle: